# 분홍 삼각형

분홍 삼각형(영어: Pink triangle, 독일어: Rosa Winkel 로자 빈켈[*])은 홀로코스트에 강제 수용된 사람에게 의무적으로 장착된 삼각형 배지로, 남성 동성애자를 나타낸 것이다. 여성 동성애자의 경우, 검은 삼각형이 부착되었다. 이러한 동성애 수용자 중 많은 수가 수용소 내에서 조직적으로 학살 되었다. 그러나 현대에 들어서 성소수자들의 자긍심을 나타내는 상징으로 재사용되었으며, 성소수자 권리운동의 상징 중 하나로 활용되고 있다.